# جيريمي كوتا
جيريمي كوتا (بالإنجليزية: Jeremy Cota)‏ هو متزحلق حر أمريكي، ولد في 24 أكتوبر 1988 في مين في الولايات المتحدة.

## وصلات خارجية
- جيريمي كوتا على موقع الاتحاد الدولي للتزلج (التزلج الحر) (الإنجليزية)